# Calopteromantis otongica
Calopteromantis otongica es una especie de mantis de la familia Thespidae.

## Distribución geográfica
Se encuentra en Ecuador.